# Leptospermum polygalifolium
Leptospermum polygalifolium là một loài thực vật có hoa trong Họ Đào kim nương. Loài này được Salisb. mô tả khoa học đầu tiên năm 1796.

## Hình ảnh

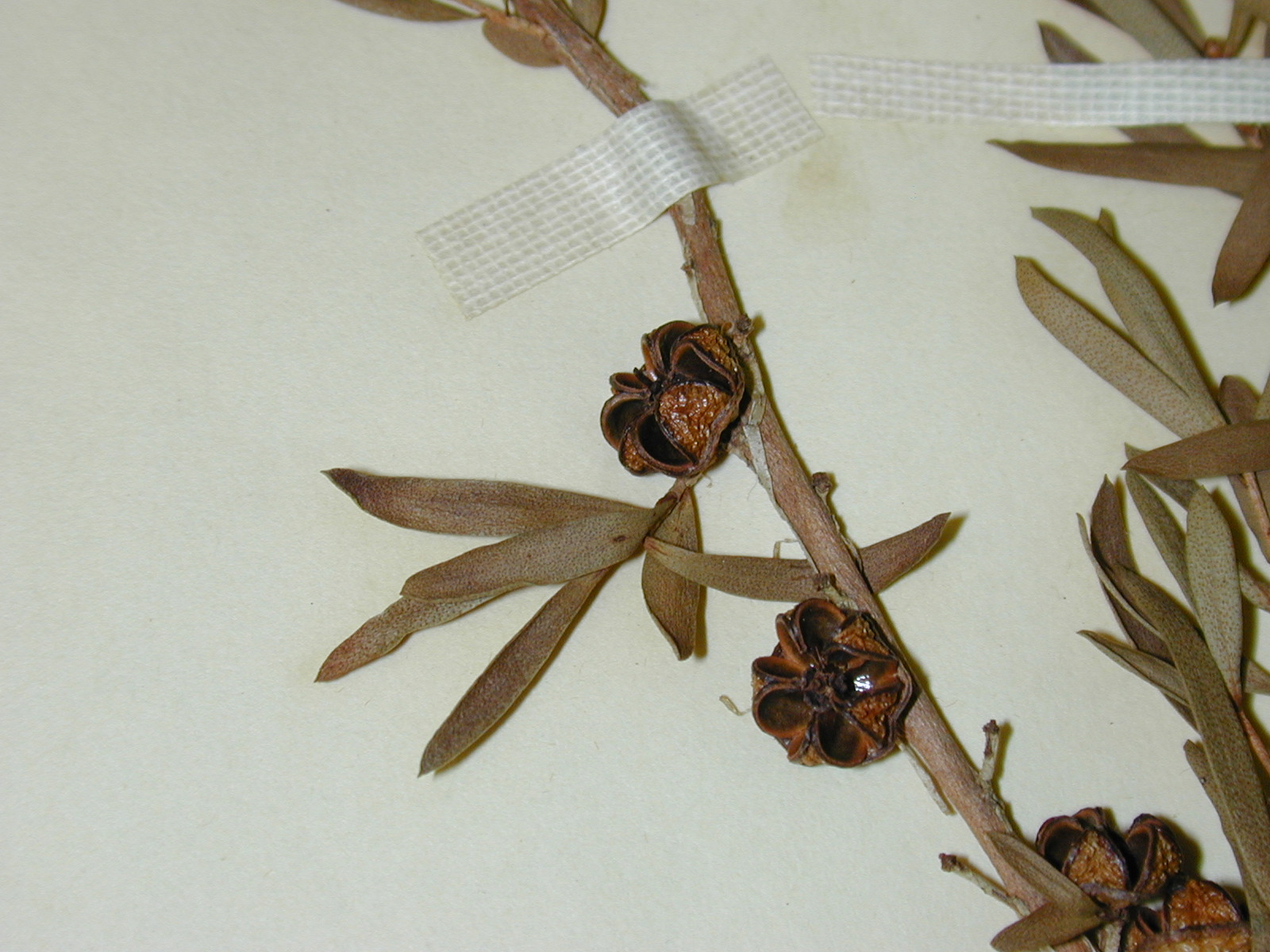
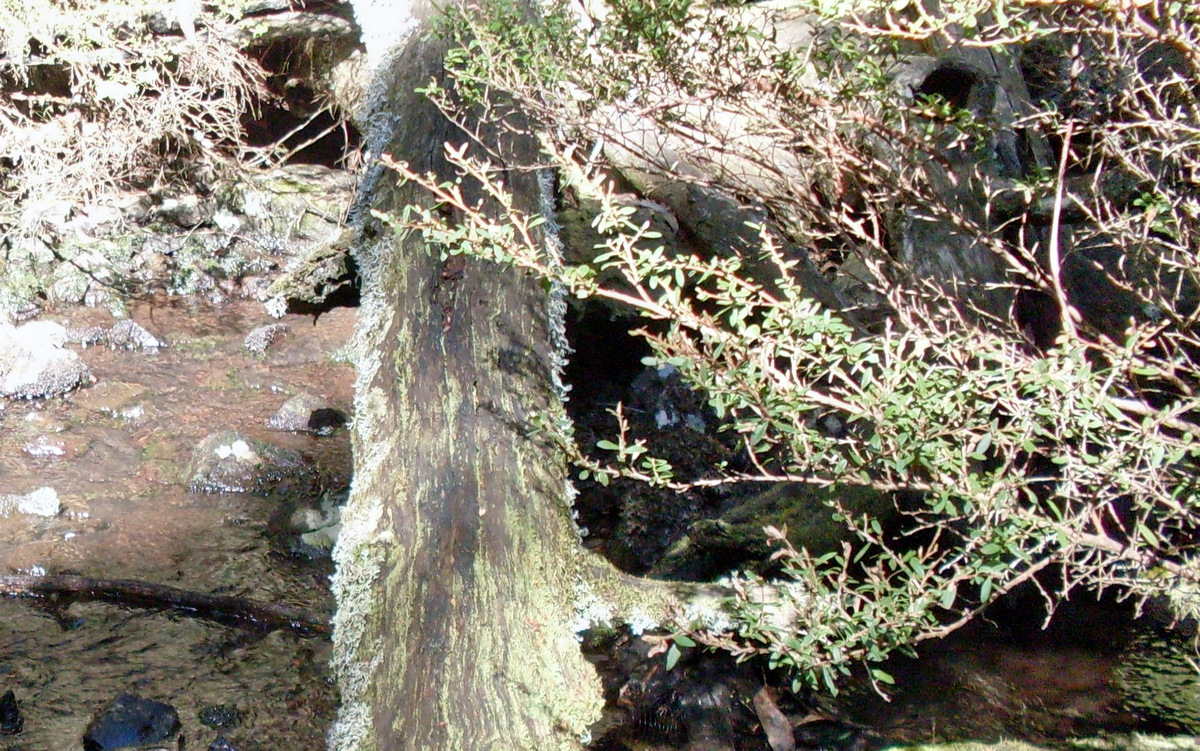